# Marysville (Washington)
Marysville és una població dels Estats Units a l'estat de Washington. Segons el cens del July 1, 2009 tenia 35.266 habitants.

## Demografia
Segons el cens del 2000, Marysville tenia 25.315 habitants, 9.400 habitatges, i 6.608 famílies. La densitat de població era de 1.019,2 habitants per km².
Dels 9.400 habitatges en un 40,5% hi vivien nens de menys de 18 anys, en un 54,1% hi vivien parelles casades, en un 11,3% dones solteres, i en un 29,7% no eren unitats familiars. En el 23,5% dels habitatges hi vivien persones soles el 10,4% de les quals corresponia a persones de 65 anys o més que vivien soles. El nombre mitjà de persones vivint en cada habitatge era de 2,66 i el nombre mitjà de persones que vivien en cada família era de 3,15.
Per edats la població es repartia de la següent manera: un 30,1% tenia menys de 18 anys, un 7,9% entre 18 i 24, un 32,9% entre 25 i 44, un 17,7% de 45 a 60 i un 11,3% 65 anys o més.
L'edat mediana era de 33 anys. Per cada 100 dones de 18 o més anys hi havia 90,6 homes.
La renda mediana per habitatge era de 47.088 $ i la renda mediana per família de 55.796 $. Els homes tenien una renda mediana de 42.391 $ mentre que les dones 30.185 $. La renda per capita de la població era de 20.414 $. Aproximadament el 3,7% de les famílies i el 5,6% de la població estaven per davall del llindar de pobresa.

## Poblacions més properes
El següent diagrama mostra les poblacions més properes.